# Jon Lee
Pour les articles homonymes, voir Lee.
Jonathan Lee, dit Jon Lee, est un acteur à la télévision et au théâtre et chanteur anglais, né le 26 avril 1982 à Ipplepen dans le Devon. Il était membre du groupe S Club 7 jusqu'à sa séparation en avril 2003.

## Carrière
En 1998 il intègre la bande du S Club 7, un groupe de musique pop anglais formé par Simon Fuller, le créateur des Spice Girls.
Ce groupe qui va durer jusqu'en 2002, fut aussi créé pour les besoins d'une série télévisée, également intitulée S Club 7.
Il va très vite découvrir la gloire, le groupe enchaîne les succès, entre 1998 et 2002 ils ont enregistré un total de quatre albums studio, sorti onze singles, et vendu plus de quatorze millions d'albums dans le monde entier.
Ils ont par ailleurs obtenu deux Brit Awards : en 2000 pour révélation britannique et en 2002 pour le meilleur single britannique.
Après le départ de Paul Cattermole en 2002, le groupe a continué sous le nom de S Club.
Après la séparation de la bande, Jon commence à faire du théâtre. De 2003 à 2004, il joue Marius dans la célèbre pièce Les Misérables de l'écrivain français Victor Hugo. En 2005, il joue dans la comédie musicale Love Shack.
En mai 2006, il fait partie de la comédie musicale Teen Scream.
En 2014, le S Club 7 se reforme le temps d'une représentation pour la BBC Children in Need où ils interprètent un medley de leurs plus grands tubes.
En 2015, le groupe fait son grand retour sur scène à l'occasion d'une tournée au Royaume-Uni intitulé : Bring It All Back – 2015 Arena Tour.
Février 2023, ils annoncent qu'une tournée est prévue à l'occasion des 25 ans de S Club 7 à l'automne 2023.
Celle-ci se fera sans Paul Cattermole , décédé en avril 2023 des suites de problèmes cardiaques et sans Hannah Spearritt qui décide de ne plus participer.
Les membres du groupe lui dédient cette tournée appelée Good Times Tour, référence à une chanson interprétée par Paul, un hommage lui est rendu lors de chaque représentation.

## Vie privée
En septembre 2010, il officialise son homosexualité au cours d'une interview accordée au magazine GT (Gay Times).

## Filmographie

### Serie télévisée
- 1997 - 1998 : Eastenders : Josh Saunders
- 1999 - 2003 : S Club 7 : Jon Lee
- 2010 : Casualty - saison 24 - épisode 38 : Craig Robbins

### Films
- 2003 : Seeing Double de Nigel Dick : Jon Lee
- 2008 : Telstar: The Joe Meek Story de Nick Moran : Billy Fury

## Discographie

### Avec le S Club 7
- S Club (1999)
- 7 (2000)
- Sunshine (2001)
- Seeing Double (2002)
- Best - The Greatest Hits Of S Club 7 (2003)